# Barna hiéna
A barna hiéna (Hyaena brunnea, korábban Parahyaena brunnea) az emlősök (Mammalia) osztályának ragadozók (Carnivora) rendjébe, ezen belül a hiénafélék (Hyaenidae) családjába tartozó faj.
Korábban a barna hiénát a Parahyaena nembe helyezték, de manapság a csíkos hiénával megosztja a Hyaena nemet.

## Előfordulása
A barna hiéna Afrika déli részén él. A legnagyobb állományok a Namib-sivatagban és a Kalahári-sivatagban élnek. Ezenkívül Transvaal északi és Zimbabwe déli részének szavannáin is előfordul.

## Megjelenése

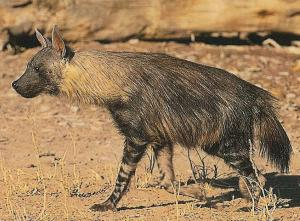

Az állat hossza átlagosan 140–144 centiméter (126–161 centiméter); testtömege 28-47 kilogramm (egy átlagos hím 43,7 kilogramm, átlagos nőstény 40,2 kilogramm, a mért rekord 72,6 és 67,6 kilogramm); marmagassága 79 centiméter (71,5–88 centiméter);, a farok 25-30 centiméter. Bundája védelmet nyújt a hideg ellen, hosszú szőrű és bozontos. Ha a fajon belül összetűzésre kerül sor, a hiéna felborzolja a sörényét. Pofája rövidebb, mint a foltos hiénáé, fogazata azonban ugyanolyan erős. Az állat a dögök csontjait és patáit is át tudja harapni. A barna hiéna erősen fejlett szaglószervvel rendelkezik, így könnyen fel tudja kutatni a dögöket, és jól felismeri a fajtársai által hátrahagyott szagjelzéseket. A hiéna a növényekre végbél-mirigyéből kiválasztott, szúrós szagú, pépes anyagot ken, így jelöli meg területét.

## Életmódja
A barna hiéna magányosan vagy párban él. Tápláléka döghús, kisebb emlősök, halak, tojás, gyümölcsök és hulladék. Éjjelente 30 kilométert is megtesz táplálékszerző útján. Az állat legfeljebb 25 évig élhet.

## Szaporodása
Az ivarérettséget 2 éves korban éri el. A párzási időszak egész évben tart, az ellések között 21 hónap telik el. A vemhesség 95 napig tart, ennek végén 2-4 kölyök születik. A fiatal barna hiénák körülbelül 13 hónapig maradnak a családdal.

## Képek

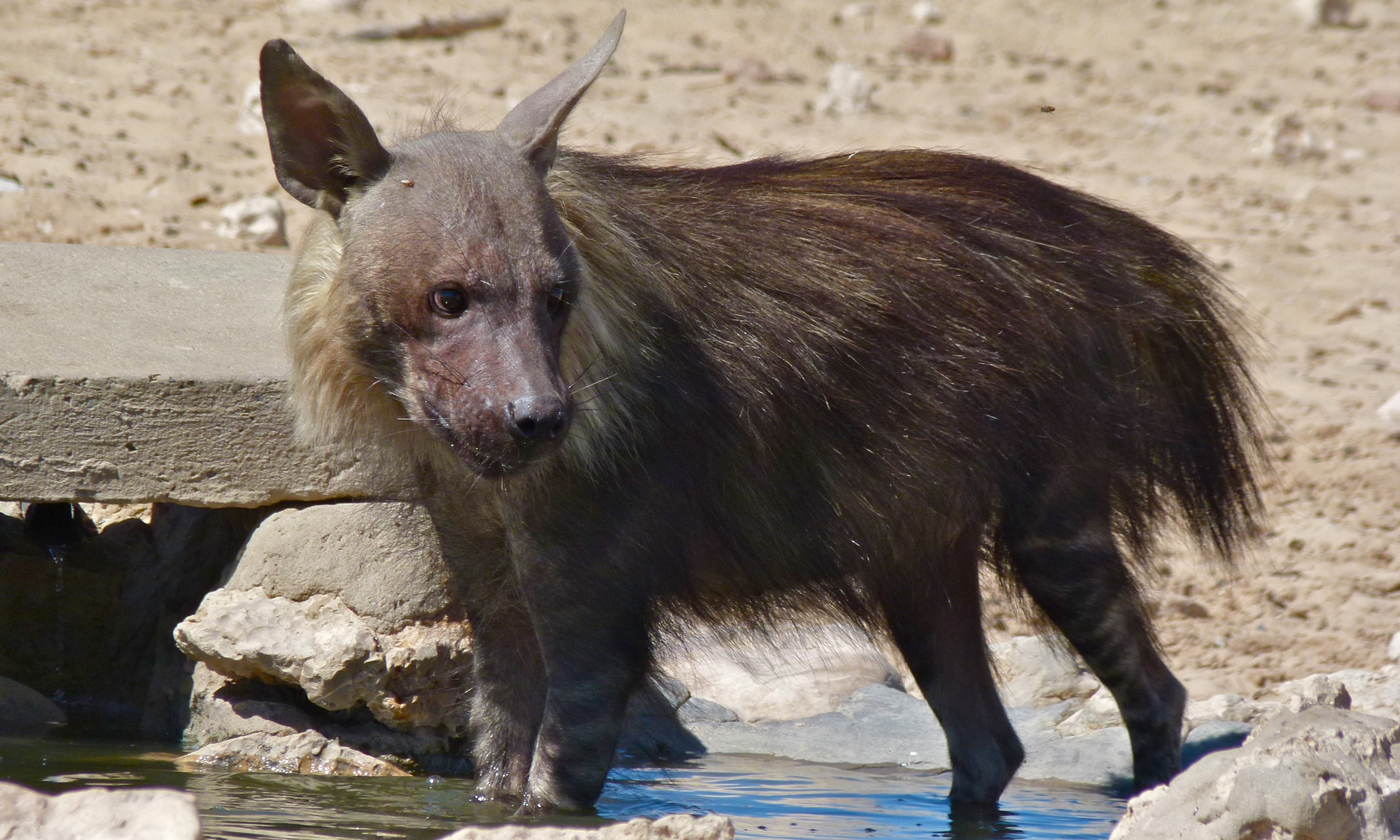
Barna hiéna
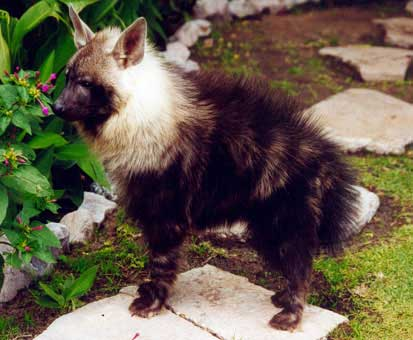
Barna hiéna (kölyök)
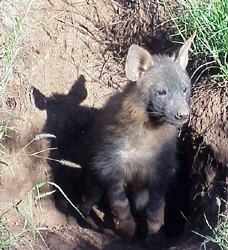
Barna hiéna (kölyök)